# Tarja Owens
Tarja Owens (Wicklow, 25 mei 1977) is een wielrenster en mountainbikester uit Ierland.
Bij de Olympische Zomerspelen van Sydney in 2000 nam Owens deel aan het onderdeel cross-country bij het mountainbiken. Ze eindigde als 29e.
In 2001 was Owens de eerste Ierse kampioenschappen veldrijden, een titel die ze tot 2008 verdedigde.